# Magnus af Petersens
Magnus Gustaf af Petersens, född 6 maj 1966, är en svensk kurator.
Magnus af Petersens har studerat på Uppsala universitet. Han har varit kurator på Färgfabriken i Stockholm och på Riksutställningar. Mellan 2002 och 2013 arbetade han på Moderna museet i Stockholm som kurator, gruppledare för enheten Utställningar och samling och som intendent med ansvar för samtida konst samt film och video. Han var chefskurator på Whitechapel Gallery i London mellan januari 2013 och januari 2017. Han var sedan chef för Bonniers konsthall i Stockholm. I augusti 2019 annonserade Bonniers Konsthall att Magnus af Petersen lämnar Bonniers konsthall efter att tjänsten dragits in av besparingsskäl.
Han var kurator för utställningen i Nordiska paviljongen vid Konstbiennalen i Venedig 2011, med verk av Fia Backström och Andreas Eriksson. Magnus af Petersens har medarbetat i konsttidskiften Hjärnstorm.